# Perinatale Mortalität
Die perinatale Mortalität oder perinatale Sterblichkeit ist ein Quotient, der angibt, wie viele Totgeburten und Todesfälle bis zum 7. Tag nach der Geburt pro tausend Geburten in einem Land oder einer Region verzeichnet wurden.  Die ersten sieben Tage nach Geburt eines Kindes nennt man Perinatalperiode.
Die perinatale Sterblichkeit in einer Region ist ein Indikator dafür, wie gut dort die Perinatalmedizin ist. Auch die Qualität der medizinischen Versorgung im Allgemeinen kann die perinatale Sterblichkeit in einer Region beeinflussen.

## Statistiken
In Deutschland gab und gibt es regionale Unterschiede in der perinatalen Sterblichkeit (PS).
Im Zeitraum von 2005 bis 2009 gab es in Sachsen mit durchschnittlich 453 Todesfällen je 100.000 Geborene die geringste perinatale Sterblichkeit und in Nordrhein-Westfalen mit durchschnittlich 612 Fällen (12 % über dem Bundesdurchschnitt von 545 Fällen) die höchste. Eine überdurchschnittliche PS gab es auch in Bremen, Niedersachsen, Mecklenburg-Vorpommern und Brandenburg. In diesen Ländern war von 2005 bis 2009 entgegen der bundesweiten Entwicklung ein leichter Anstieg zu beobachten. In Baden-Württemberg, Thüringen und Bayern war die PS in diesem Zeitraum unterdurchschnittlich und nahm ab.